# Довгоніжка шкідлива
Шкідлива довгоніжка (Tipula paludosa Mg.) — вид комах із роду Довгоніжки (Tipula). В Україні є повсюдно, за винятком Криму.

## Опис
Комар з коричнювато-сірим тілом довжиною 16,5-28,5 міліметрів. Вусики тонкі, 14-членикові. Крила прозорі, з іржаво-коричнюватим відтінком. Зверху вздовж черевця є нечітка темна смуга. Ноги довші за тіло. Личинка бурувато-сіра, циліндрична, довжиною 40-44 міліметрів, з невеликою головою і однакової довжини спинними й бічними відростками на кінці черевця. Лялечка бурувато-сіра, довжиною 28-30 міліметрів, із заокругленим кінцем. Яйце без джгутика, блискучо-чорне, довгасте, завдовжки до 1 міліметра.

## Екологія
Яйця комаха відкладає в щілини ґрунту на глибину до 0,5 сантиметра на луках, посівах багаторічних трав тощо. Одна самка в середньому відкладає 500–600, щонайбільше 1300 яєць. Через 12-17 днів з них виходять личинки, які звичайно живляться перегноєм і рештками рослин, але часто пошкоджують різноманітні культурні рослини, підгризаючи їх біля кореневої шийки. Можуть також пошкоджувати основи черешків листя та вигризати м'якуш з листків, які торкаються землі. Зимують переважно личинки. Лише влітку, переважно в липні, наступного року вони заляльковуються у верхньому шарі ґрунту. Через 10-14 днів з лялечок виходять дорослі комахи. B роки масових розмножень личинки можуть помітно пошкоджувати різноманітні овочеві культури, посіви корене- та бульбоплідних, зернових, технічних, олійних і кормових культур. Певне значення в зниженні чисельності популяції довгонога мають комахоїдні птахи, а також вірусні, грибні та бактеріальні хвороби. Звичайний літньо-осінній вид, максимум льоту якого на Поліссі спостерігається в другій половині серпня.